# Rebecca Futo Kennedy
 (août 2024).
Rebecca Futo Kennedy est professeure agrégée de lettres classiques, d'études des femmes et de genre, et d'études environnementales à l'université Denison. Elle est également directrice du Denison Museum. Ses recherches portent sur l'histoire politique, sociale et culturelle de l'Athènes classique, la tragédie athénienne, l'immigration antique, les théories antiques sur l'ethnicité, et ses liens avec les mouvements suprémacistes blancs modernes.

## Carrière

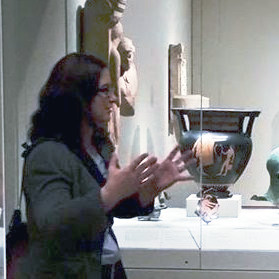
Rebecca Futo Kennedy au Cleveland Museum of Art.

Rebecca Kennedy obtient une licence en études classiques à l'université de Californie à San Diego en 1997 et un doctorat à l'université d'État de l'Ohio en 2023, avec pour sujet de thèse Athéna / Athènes sur scène: Athéna dans les tragédies d'Eschyle et de Sophocle,.
Depuis 2009, elle enseigne au sein de l'université Denison, d'abord en tant que professeure adjoint jusqu'en 2015, puis en tant que professeure agrégé. Avant cela, elle a occupé des postes à l'Union College, à l'université Howard et à l'université George-Washington. En 2019, elle enseigne un large éventail de cours sur le monde antique, tel que la langue grecque et latine, l'histoire de la politique grecque et romaine, le théâtre et les identités antiques.
En 2016, Kennedy devient la directrice du Museum Denison, un musée pédagogique qui enrichit les programmes d'études de l'université en utilisant des matériaux du patrimoine culturel et des œuvres d'art.

## Travaux académiques
Rebecca Futo Kennedy a étudié la façon dont les identités sociales et raciales se structuraient dans la Grèce Antique en en examinant les conséquences juridiques, en questionnant l'identité des mètèques et des hétaïres, qui selon elles ne sont pas vraiment des prostituées mais des femmes faisant partie d'une élite.
Les recherches de Kennedy ont été citées par The New Yorker dans un article sur Le mythe de la blanchité classique par Margaret Talbot (en).

## Publications
Kennedy est l'autrice de deux monographies : Athena's Justice : Athena, Athens, and the Concept of Justice in Greek Tragedy et Immigrant Women in Athens: Gender, Ethnicity, and Citizenship in the Classical City,.
Elle est la rédactrice ou co-rédactrice des ouvrages, manuels et traductions suivantes:
- (en) Rebecca Futo Kennedy, C. Sydnor Roy et Max L. Goldman, Race and Ethnicity in the Classical World: An Anthology of Primary Sources', Indianapolis, Hackett Publishing Company, 2013, 432 p. (ISBN 9781603849944)[11]
- (en) Rebecca Futo Kennedy et Molly Jones-Lewis, The Routledge Handbook of Identity and the Environment in the Classical and Medieval Worlds, London, Routledge, 2015, 458 p. (ISBN 9781315686622)
- (en) Rebecca Futo Kennedy, Brill's Companion to the Reception of Aeschylus, Brill, 2017 (ISBN 9789004348820)[12]

## Série télévisée
Kennedy participe à la série télévisée Clash of the Gods (en) en 2009, dans les épisodes Minotaur, Hercules and Medusa.